# Armed and Dangerous (Juice Wrld)
Armed and Dangerous è un singolo del rapper statunitense Juice Wrld, pubblicato il 9 novembre 2018 come quinto estratto dal suo primo album in studio, Goodbye & Good Riddance.

## Video musicale
Il video musicale, diretto da Cole Bennett, è composto principalmente da clip delle esibizioni dal vivo di Juice Wrld, insieme a scene in cui viene mostrato il labiale sincronizzato con la canzone e dove il rapper si prepara per un concerto.

## Tracce
Testi e musiche di Jarad Anthony Higgins e Andre Proctor.
1. Armed and Dangerous – 2:49